# 2009 في فرنسا
فيما يلي قوائم الأحداث التي وقعت خلال عام 2009 في فرنسا.

## سياسة

### تعيين في المنصب
- 21 يناير – مصطفى ساهل سفير المغرب لدى فرنسا.
- 18 مارس – ميشال روكار سفير فرنسا.
- 23 يونيو – بريس أورتوفو وزير الداخلية.
- 23 يونيو – فريديريك ميتران وزير الثقافة في فرنسا ‏.

### انتهاء فترة المنصب
- 13 يناير – برونو لو مير نائب فرنسي.
- 23 يونيو – ميشال آليو ماري وزير الداخلية.

## رياضة
- 1 يناير – باريس-نيس 2009
- 1 يناير – جائزة فرنسا الكبرى للدراجات النارية 2009
- 1 يناير – دورة فرنسا المفتوحة 2009
- 1 يناير – سباق باريس روبيه 2009 الفائزون توم بونن، فيليبو بوزاتو، تور هوسهوفد.
- 23 أغسطس – جي بي واست-فرنسا 2009 الفائزون بول مارتنز، سيمون جيرانس، بيريك فيدريجو.

## ظهور
- 1 يناير – ساجيمكوم
- 1 يناير – كوفيلي

## أفلام
من الأفلام التي صدرت هذه السنة في فرنسا:
- 1 يناير – البارونات من إخراج نبيل بن يادير.
- 1 يناير – الدواحة من إخراج رجاء عماري.
- 1 يناير – الدوقة من إخراج Saul Dibb [الإنجليزية]‏.
- 1 يناير – السيد لا أحد من إخراج جاكو فان دورميل.
- 1 يناير – النمر الوردي 2 من إخراج Harald Zwart [الإنجليزية]‏.
- 1 يناير – بيتنا من إخراج يان أرثوس-بيرتراند.
- 1 يناير – تشي من إخراج ستيفن سودربرغ.
- 1 يناير – تيكن من إخراج بيير موريل.
- 1 يناير – سليمان كين من إخراج M. J. Bassett [الإنجليزية]‏.
- 1 يناير – عينان مفتوحتان من إخراج Haim Tabakman  [لغات أخرى]‏.
- 1 يناير – كسكسي بالبوري من إخراج عبد اللطيف كشيش.
- 1 يناير – كل يوم عيد
- 1 يناير – لبنان من إخراج صاموئيل معاذ.
- 1 يناير – ناقل 3 من إخراج Olivier Megaton [الإنجليزية]‏.
- 1 يناير – وراء قوس قزح من إخراج جيهان الطاهري.
- 17 يناير – مرحبا بكم في أرض الشتيين من إخراج داني بون.
- 18 يناير – أنا أحبك فيليب موريس من إخراج جلين فيكارا، جون ريكوا [الإنجليزية]‏.
- 7 فبراير – جون رابي من إخراج فلوريان جالينبيرجير.
- 23 فبراير – أمير جوتلاند من إخراج غابرييل أكسل.
- 18 مايو – ضد المسيح من إخراج لارس فون ترايير.
- 21 مايو – الشريط الأبيض من إخراج مايكل هاينيكي.
- 22 مايو – الزمن الباقي من إخراج إيليا سليمان.
- 24 يوليو – اليتيمة من إخراج جومي كوليت سيرا.
- 12 سبتمبر – رجل جاد من إخراج جويل كوين، إيثان كوين.
- 6 أكتوبر – سبلايس من إخراج فينتشنزو ناتالي.
- 15 أكتوبر – فروست ونيكسون من إخراج رون هاوارد.

## برامج ومسلسلات وأنمي
- دكتور مارتن
- لي غينيول دو لانفو

## كتب
من الكتب التي صدرت هذه السنة في فرنسا:
- 1 أكتوبر – حاكمة قرطاج: الإستيلاء على تونس من تأليف نيكولا بو.

## وفيات

### يناير
- 6 يناير – جان بيير باكريم (مواليد 1923) لاعب كرة قدم فرنسي.
- 12 يناير – كلود بيري (مواليد 1934)
- 25 يناير – جيرار بلان (مواليد 1947)
- 29 يناير – روجر بونتيه (مواليد 1920) درّاج طريق فرنسي.

### مارس
- 28 مارس – موريس جار (مواليد 1924) ملحن فرنسي.

### أبريل
- 14 أبريل – موريس دريون (مواليد 1918) كاتب فرنسي.

### مايو
- 14 مايو – سيزار رومينسكي (مواليد 1924) لاعب كرة قدم فرنسي.

### يونيو
- 6 يونيو – جان دوسيه (مواليد 1916)
- 12 يونيو – آني نويل (مواليد 1926) ممثلة فرنسية.

### يوليو
- 3 يوليو – أنتوني ألدا (مواليد 1956)
- 6 يوليو – ماتيو مونتكور (مواليد 1985) لاعب كرة مضرب فرنسي.
- 18 يوليو – ياسمين بلماضي (مواليد 1976) ممثل فرنسي.
- 31 يوليو – جان بول روسيون (مواليد 1931)

### أغسطس
- 1 أغسطس – فرانسيس جانسون (مواليد 1922) فيلسوف فرنسي.
- 11 أغسطس – لازار جيانسي (مواليد 1925) لاعب كرة قدم فرنسي.
- 22 أغسطس – أدريان زيلر (مواليد 1940) سياسي فرنسي.

### سبتمبر
- 9 سبتمبر – ليون غلوفاكي (مواليد 1928) لاعب كرة قدم فرنسي.

### أكتوبر
- 7 أكتوبر – لوران موراويك (مواليد 1951) كاتب فرنسي.

### نوفمبر
- 9 نوفمبر – هنري ألان ليوجييه (مواليد 1916) عالم نبات فرنسي.

### ديسمبر
- 1 ديسمبر – رمسيس شافي (مواليد 1933)
- 17 ديسمبر – ميشيل لبلون (مواليد 1932) لاعب كرة قدم فرنسي.
- 18 ديسمبر – سيمون جاكمارد (مواليد 1924) كاتبة فرنسية.
- 28 ديسمبر – الحبيب بورقيبة الابن (مواليد 1927) سياسي تونسي.